# Taxe dans le domaine funéraire
Lire en ligne

Lire sur Légifrance

La taxe dans le domaine funéraire est un impôt indirect facultatif français créé sous le Premier Empire. 

## Historique
Le décret impérial du 18 mai 1806 concernant le service dans les églises et les convois funèbres instaure une taxe sur les convois funéraires.
Depuis la promulgation du Code général des collectivités territoriales (CGCT) en 1996, les taxes funéraires, codifiées à l'article 2223-22, permettent aux conseils municipaux de percevoir une taxe sur les convois, les inhumations et les crémations.
En 2014, l'Inspection générale des finances (IGF) liste le prélèvement spécial parmi les 192 taxes à faible rendement. La mission préconise la suppression de la taxe en raison de « la faiblesse de son rendement et l'absence d'objectif de politique publique sous-jacent ».
Dans un référé sur les taxes à faible rendement en 2018, la Cour des comptes suggère de réexaminer le bien-fondé de ces taxes qui pourraient être remplacées, par exemple, par une augmentation du prix des concessions funéraires et cinéraires,. Le gouvernement rétorque que « la fusion du recouvrement de ces produits soulèverait des difficultés puisque les débiteurs de ces taxes ne sont pas les mêmes et qu’en raison de leur différence de nature sur le plan juridique, les règles applicables en matière de recouvrement ne sont pas identiques »
Dans le cadre de la suppression de taxes à faible rendement lors du projet de loi de finances pour 2020, les députés Laurent Saint-Martin et Xavier Paluszkiewicz déposent des amendement destinés à abroger les taxes funéraires,. La commission des finances et le ministre de l'action et des comptes publics Gérard Darmanin s'y opposent parce que la compensation n'est pas assurée.
Le député Laurent Saint-Martin réitère sa demande dans le projet de loi de finances pour 2021. Il défend son amendement en évoquant l'inégalité territoriale qui fait que les frais ne sont pas les mêmes selon le lieu du décès. Il propose aux communes de compenser le manque à gagner par une hausse des tarifs des concessions. L'assemblée nationale adopte l'amendement le 12 novembre 2020,.

## Caractéristiques

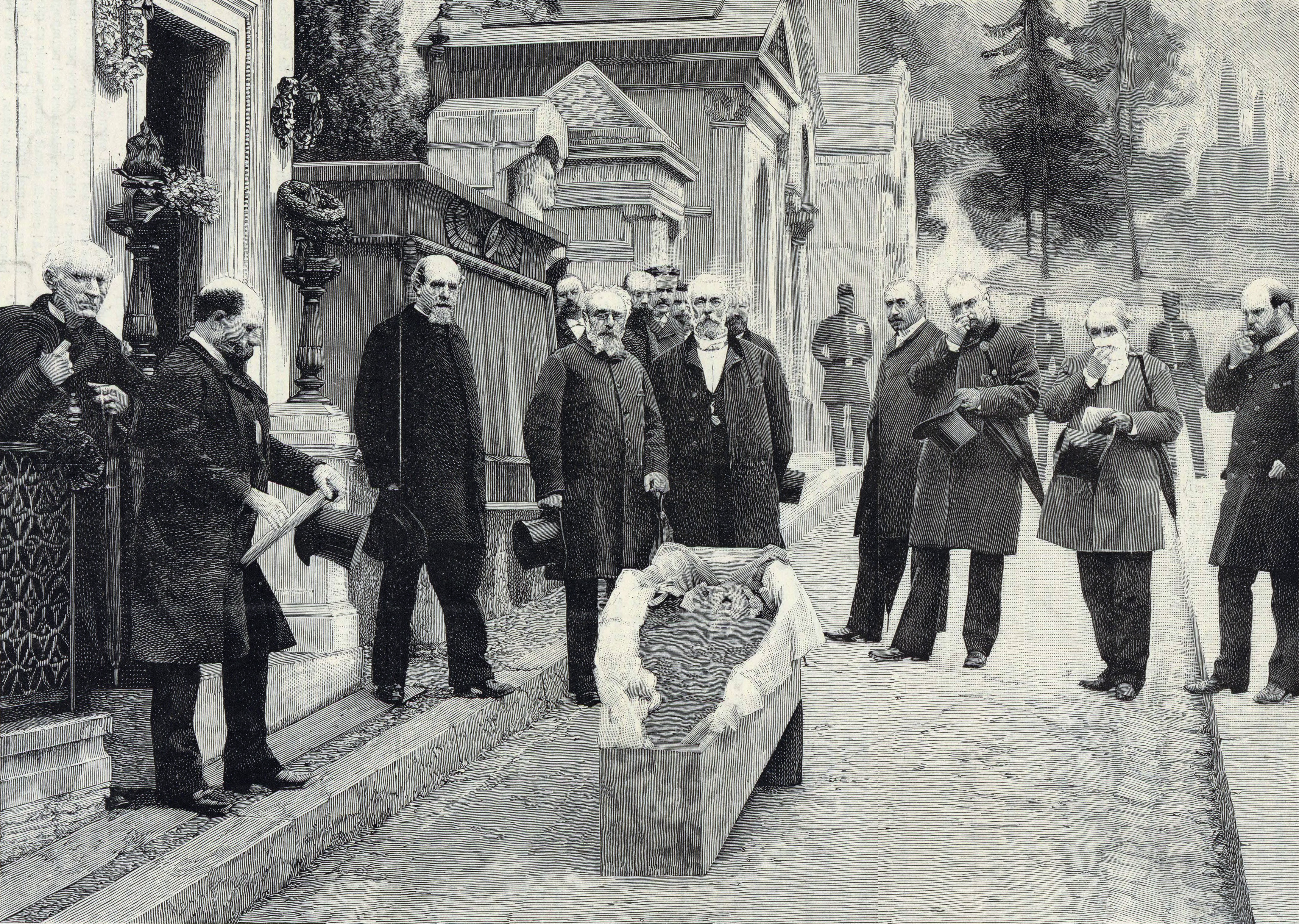
Exhumation des restes de Gioachino Rossini au Père-Lachaise. Le législateur n'a pas rendu possible l'instauration d'une taxe funéraire sur l'exhumation.

### Redevables
Les familles des défunts peuvent être soumises à des taxes sur les convois funéraires, les inhumations et les crémations si le conseil municipal a décidé d'avoir recours à ces taxes.

### Bénéficiaires
La Cour des comptes indique que les taxes funéraires ont été mises en place dans 400 communes en 2017 rapportant au total 5,8 millions d'euros, dont plus du quart pour une seule commune,. Laurent de Saint-Martin précise lors de la loi de finances pour 2020 que la taxe rapporte 1 million d'euros à Marseille.
Dans une réponse à une question écrite du député Yvan Lachaud en date du 19 septembre 2006, la ministre de l'intérieur Michèle Alliot-Marie précise que le produit des taxes funéraires peut permettre aux communes « de financer les dépenses effectuées au titre de l'inhumation des personnes indigentes » (les frais d'obsèques sont obligatoirement pris en charge par la commune du lieu du décès lorsque les familles du défunt ne le peuvent pas).